# Exoprosopa jacchus
Exoprosopa jacchus är en tvåvingeart som först beskrevs av Fabricius 1805.  Exoprosopa jacchus ingår i släktet Exoprosopa och familjen svävflugor. Inga underarter finns listade i Catalogue of Life.